# بلبل أزرق اللغد
بلبل أزرق اللغد (الاسم العلمي: Pycnonotus nieuwenhuisii) (بالإنجليزية: Blue-wattled Bulbul)‏ هو نوع من الطيور يتبع جنس البلبل من فصيلة البلابل.